# گرگی دورگ اتابک
{{جعبه اطلاعات روستای ایران
|نام‌رسمی=گرگی دورگ[[اولاد علی مومن
|روی‌نقشه= 
|عرض‌جغرافیایی=
|طول‌جغرافیایی=
|تصویر= 
|اندازه‌تصویر= 
|برچسب‌تصویر= 
|استان=فارس
|شهرستان=ممسنی
|بخش= بخش رستم
|دهستان=رستم دو
|نام‌محلی=
|نام‌های‌دیگر=
|نام‌های‌قدیمی=
|سال‌بنیاد= 
|جمعیت= ۱۶ نفر
|رشدجمعیت=
|تراکم‌جمعیت=
|زبان=
|مساحت=
|ارتفاع= ۶۴۵
|میانگین‌دما=۱۸
|میانگین‌بارش‌سالانه=
|شمارروزهای‌یخبندان=
|ره‌آورد=
|پیش‌شماره=
|وب‌گاه=
|جمله‌خوشامد=
|پانویس=
}}
گرگی دورگ [[اولاد علی مومن،دورگ گرگی محل قشلاق یکی از طوایف استان کهگیلویه و بویراحمد به نام اولاد علی مومنمی باشد روستایی از توابع بخش رستم شهرستان ممسنی در استان فارس ایران است.مردم این روستا یکی از طوایف استان کهگیلویه و بویراحمد هستند،طی سال های گذشته به دلیل خشکسالی ونبود امکانات جاده‌ای بیشتر خانوار این روستا مجبور به ترک این روستا شده اند.که در حال حاضر به ۴خانوار می رسند..

## جمعیت
این روستا در دهستان رستم دو قرار دارد و براساس سرشماری مرکز آمار ایران در سال ۱۳۸۵، جمعیت آن ۵۲ نفر (۹خانوار) بوده‌است.